# 德雷弗斯角
德雷弗斯角（英語：Draves Point）是南極洲的海岬，位於威爾克斯地，處於托馬斯島東部以北0.6公里，是布斯半島的最西端，在1956年由美國南極名稱諮詢委員命名，現時由南極條約體系管理。